# اتواتر (ویسکانسین)
اتواتر (به انگلیسی: Atwater) یک منطقهٔ مسکونی در ایالات متحده آمریکا است که در چستر واقع شده‌است. اتواتر ۲۸۴٫۰۸ متر بالاتر از سطح دریا واقع شده‌است.